# Federazione di hockey su ghiaccio della Francia
La Federazione francese di hockey su ghiaccio (fra. Fédération Française de Hockey sur Glace, FFHG) è un'organizzazione fondata nel 1908 per governare la pratica dell'hockey su ghiaccio in Francia.
Ha aderito all'International Ice Hockey Federation il 20 ottobre 1908.